# Naum-teatern

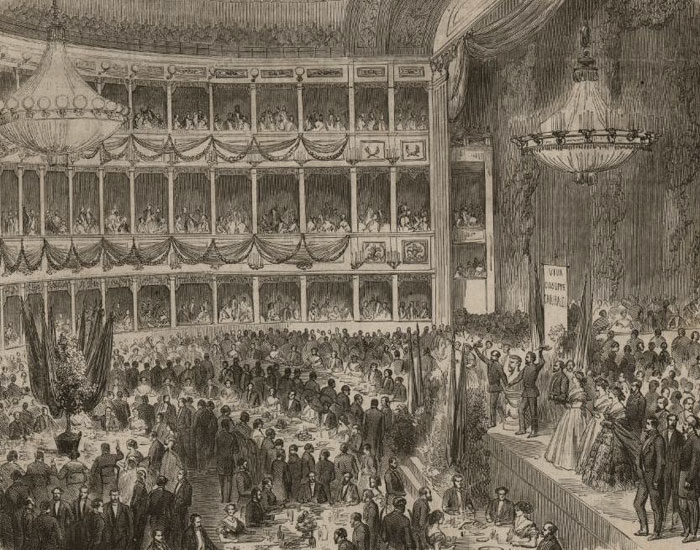
Naum-teatern

Naum-teatern var ett teater- och operahus i Istanbul i Turkiet (dåvarande Osmanska riket), grundat 1839 och verksamt till 1870. Det var den första moderna teatern i Istanbul, och den enda fram till Orientaliska teatern; den efterträddes som Istanbuls främsta teater av Gedikpaşa Tiyatrosu. Den hade flera namn under sin existens. 
Den grundades 1839 av Bartolomeo Bosco. År 1844 uppfördes en ny byggnad av de nya ägarna Michel Naum och Joseph Naum. Den grundades under tanzimateran när Osmanska riket gick igenom en period av modernisering. Operateatern besöktes av medlemmar av den osmanska kejserliga familjen. Initialt uppträdde utländska artister på scenen, och därefter icke muslimska osmanska artister. 